# Aranysapkás aratinga
Az aranysapkás aratinga (Aratinga auricapillus), korábban aranyosfejű aratinga, a madarak osztályának papagájalakúak (Psittaciformes) rendjébe és a papagájfélék (Psittacidae) családjába tartozó faj.

## Rendszerezése
A fajt Heinrich Kuhl német ornitológus írta le 1820-ban, a Psittacus nembe Psittacus auricapillus néven.

## Alfajai
- Aratinga auricapillus auricapillus (Kuhl, 1820)
- Aratinga auricapillus aurifrons Spix, 1824[2]

## Előfordulása
Dél-Amerika keleti részén, Brazília területén honos. Természetes élőhelyei a szubtrópusi vagy trópusi síkvidéki esőerdők, száraz erdők, szavannák és cserjések, valamint ültetvények és legelők. Állandó, nem vonuló faj.

## Megjelenése
Testhossza 30-31 centiméter.
|  |

## Természetvédelmi helyzete
Az elterjedési területe rendkívül nagy, de gyorsan csökken, egyedszáma 6700 példány körüli és viszonylag stabil. A Természetvédelmi Világszövetség Vörös listáján nem fenyegetett fajként szerepel.